# Steffond Johnson
Steffond O'Shea Johnson (nacido el 4 de noviembre de 1962 en Longview, Texas) es un exjugador de baloncesto estadounidense que disputó una temporada en la NBA, además de jugar en la CBA. Con 2,03 metros de estatura, lo hacía en la posición de ala-pívot.

## Trayectoria deportiva

### Universidad
Jugó durante tres temporadas con los Tigers de la Universidad Estatal de Luisiana, en las que promedió 5,1 puntos y 3,6 rebotes por partido, para posteriormente ser transferido a los Aztecs de la Universidad Estatal de San Diego, donde jugó una temporada más, en la que promedió 15,7 puntos y 8,4 rebotes.

### Profesional
Fue elegido en la centésima posición del 1986 por Los Angeles Clippers, con quienes jugó dos partidos antes de res despedido, y readmitido posteriormente en el mes de enero, acabando la temporada con unos promedios de 2,6 puntos y 1,5 rebotes por partido.
Jugó posteriormente seis temporadas en diferentes equipos de la CBA, acabando su carrera con 12 puntos y 5,1 rebotes por encuentro.

## Estadísticas de su carrera en la NBA

### Temporada regular
| Temporada | Edad | Equipo               | Liga | Pos. | P  | TIT | MIN | TC  | TCA | %TC  | 3P  | 3PA | %3P  | TL  | TLA | %TL  | R.OF. | R.DEF. | REB | ASIS | ROB | TAP | PER | FP  | PTS |
| 1986-87   | 24   | Los Angeles Clippers | NBA  | PF   | 29 | 0   | 8.1 | 0.9 | 2.2 | .422 | 0.0 | 0.1 | .000 | 0.7 | 1.3 | .526 | 0.5   | 1.0    | 1.5 | 0.2  | 0.3 | 0.1 | 0.6 | 1.9 | 2.6 |
| Total     |      |                      | NBA  |      | 29 | 0   | 8.1 | 0.9 | 2.2 | .422 | 0.0 | 0.1 | .000 | 0.7 | 1.3 | .526 | 0.5   | 1.0    | 1.5 | 0.2  | 0.3 | 0.1 | 0.6 | 1.9 | 2.6 |